# Guicumbi (distrito)
Guicumbi (em quiniaruanda: Gicumbi) é um distrito da Ruanda situado na província (intara) do Norte. De acordo com o censo de 2012, havia 395 606 habitantes. Se divide em 21 setores (imirengues):
| Setor       | Nome nativo | População (2012) |
| ----------- | ----------- | ---------------- |
| Bacure      | Bakure      | 17 402           |
| Buissigue   | Bwisige     | 15 288           |
| Biumba      | Byumba      | 36 401           |
| Cagueio     | Kageyo      | 30 270           |
| Caniga      | Kaniga      | 15 035           |
| Ciumba      | Cyumba      | 14 722           |
| Guiti       | Giti        | 14 590           |
| Maniaguiro  | Manyagiro   | 19 371           |
| Miove       | Miyove      | 16 299           |
| Mucarangue  | Mukarange   | 16 081           |
| Muco        | Muko        | 17 647           |
| Mutete      | Mutete      | 23 053           |
| Niamiaga    | Nyamiyaga   | 18 284           |
| Nianquenque | Nyankenke   | 21 560           |
| Rubaia      | Rubaya      | 10 509           |
| Rucomo      | Rukomo      | 24 989           |
| Ruxaqui     | Rushaki     | 12 672           |
| Rutare      | Rutare      | 23 583           |
| Ruvune      | Ruvune      | 18 962           |
| Ruamico     | Rwamiko     | 12 959           |
| Xangaxa     | Shangasha   | 15 929           |